# The Beatles/1967-1970
The Beatles/1967-1970, también conocido como The Blue Album o El Álbum Azul en el mundo hispano, es un álbum recopilatorio que contiene las canciones más famosas desde 1967 hasta 1970 de la banda de rock The Beatles, lanzado el 19 de abril de 1973 en el Reino Unido. El material ocupó el puesto número uno en los Estados Unidos, mientras que en el Reino Unido, en el puesto dos. Es uno de los seis álbumes certificados con disco de diamante de The Beatles, lo que los convierte en los máximos ganadores de este reconocimiento en la historia de la música. Los otros álbumes con disco de diamante son The Beatles/1962-1966, The Beatles, Abbey Road, Sgt. Pepper's Lonely Hearts Club Band y 1. The Beatles, ya separados, participaron en la selección de canciones, fotos y en el color del álbum.
El 10 de noviembre de 2023 se lanzó una versión ampliada de lujo del álbum, con la canción inédita «Now and Then», el último sencillo original del grupo. 
La edición de lujo contará con las versiones de remix del aniversario del álbum de las canciones.

## Portada
Para el debut del grupo en 1963 con su LP Please Please Me, se le pidió al fotógrafo Angus McBean que tomara una fotografía a color del grupo mirando por la escalera interior de la casa de EMI (la sede de EMI en Manchester Square, en Londres, posteriormente demolida).
En 1969, The Beatles preguntaron a McBean sobre su interés de recrear de nuevo esa foto antigua para un nuevo proyecto musical en el cual estaba trabajando el grupo aquel año. Finalmente, se tomó la foto en el mismo lugar, bajo el mismo ángulo y la misma postura que en 1963. Aunque la fotografía de 1969 fue originalmente pensada para ser empleada como portada en un planeado álbum titulado Get Back (llamado así por la idea de la banda de retomar sus raíces musicales en ese disco, que finalmente después terminaría llamándose Let It Be), acabó no siendo utilizada por el abandono de The Beatles de dicho proyecto musical. Finalmente, la fotografía se utilizó en el lanzamiento de sus dos álbumes recopilatorios The Beatles/1962-1966 (para éste se utilizó una de las fotos originales de 1963, y una de esas fotos es la misma utilizada en el primer álbum del grupo Please Please Me) y The Beatles/1967-1970 (se usó la fotografía tomada en 1969).

## Lista de canciones
Todas las canciones escritas y compuestas por Lennon—McCartney, excepto donde esta anotado.

### Disco 1
| Lado A |                                         |                     |          |  |
| N.º    | Título                                  | Vocalista principal | Duración |  |
| 1.     | «Strawberry Fields Forever»             | Lennon              | 4:10     |  |
| 2.     | «Penny Lane»                            | McCartney           | 3:02     |  |
| 3.     | «Sgt. Pepper's Lonely Hearts Club Band» | McCartney           | 2:02     |  |
| 4.     | «With a Little Help from My Friends»    | Starr               | 2:44     |  |
| 5.     | «Lucy in the Sky with Diamonds»         | Lennon              | 3:29     |  |
| 6.     | «A Day in the Life»                     | Lennon y McCartney  | 5:08     |  |
| 7.     | «All You Need is Love»                  | Lennon              | 3:48     |  |
| 24:20  |                                         |                     |          |  |

| Lado B |                        |                     |          |  |
| N.º    | Título                 | Vocalista principal | Duración |  |
| 1.     | «I Am the Walrus»      | Lennon              | 4:37     |  |
| 2.     | «Hello, Goodbye»       | McCartney           | 3:31     |  |
| 3.     | «The Fool on the Hill» | McCartney           | 3:00     |  |
| 4.     | «Magical Mystery Tour» | McCartney           | 2:50     |  |
| 5.     | «Lady Madonna»         | McCartney           | 2:19     |  |
| 6.     | «Hey Jude»             | McCartney           | 7:12     |  |
| 7.     | «Revolution»           | Lennon              | 3:26     |  |
| 26:52  |                        |                     |          |  |

### Disco 2
| Lado A |                                           |                     |          |  |
| N.º    | Título                                    | Vocalista principal | Duración |  |
| 1.     | «Back in the U.S.S.R.»                    | McCartney           | 2:46     |  |
| 2.     | «While My Guitar Gently Weeps» (Harrison) | Harrison            | 4:47     |  |
| 3.     | «Ob-La-Di, Ob-La-Da»                      | McCartney           | 3:12     |  |
| 4.     | «Get Back»                                | McCartney           | 3:13     |  |
| 5.     | «Don't Let Me Down»                       | Lennon              | 3:35     |  |
| 6.     | «The Ballad of John and Yoko»             | Lennon              | 3:02     |  |
| 7.     | «Old Brown Shoe» (Harrison)               | Harrison            | 3:21     |  |
| 23:39  |                                           |                     |          |  |

| Lado B |                                 |                     |          |  |
| N.º    | Título                          | Vocalista principal | Duración |  |
| 1.     | «Here Comes the Sun» (Harrison) | Harrison            | 3:08     |  |
| 2.     | «Come Together»                 | Lennon              | 4:20     |  |
| 3.     | «Something» (Harrison)          | Harrison            | 3:03     |  |
| 4.     | «Octopus's Garden» (Starkey)    | Starr               | 2:53     |  |
| 5.     | «Let It Be»                     | McCartney           | 3:53     |  |
| 6.     | «Across the Universe»           | Lennon              | 3:49     |  |
| 7.     | «The Long and Winding Road»     | McCartney           | 3:41     |  |
| 24:50  |                                 |                     |          |  |

### Disco 3 (Edición 2023)
| Lado A |                                     |                      |          |  |
| N.º    | Título                              | Vocalista principal  | Duración |  |
| 1.     | «Now and Then»                      | Lennon con McCartney | 4:08     |  |
| 2.     | «Blackbird»                         | McCartney            | 2:18     |  |
| 3.     | «Dear Prudence»                     | Lennon               | 3:56     |  |
| 4.     | «Glass Onion»                       | Lennon               | 2:17     |  |
| 5.     | «Within You Without You» (Harrison) | Harrison             | 5:05     |  |
| 17:44  |                                     |                      |          |  |

| Lado B |                               |                     |          |  |
| N.º    | Título                        | Vocalista principal | Duración |  |
| 1.     | «Hey Bulldog»                 | Lennon              | 3:14     |  |
| 2.     | «Oh! Darling»                 | McCartney           | 3:26     |  |
| 3.     | «I Me Mine» (Harrison)        | Harrison            | 2:25     |  |
| 4.     | «I Want You (She's So Heavy)» | Lennon              | 7:47     |  |
| 16:52  |                               |                     |          |  |

## Posicionamiento en listas
| Año        | País           | Lista                     | Posición |
| ---------- | -------------- | ------------------------- | -------- |
| Lista 1973 | Reino Unido    | Music Week                | 2        |
| Lista 1973 | Estados Unidos | Billboard Top LPs & Tapes | 1        |